# Клейтон (округ Віннебаго, Вісконсин)
Клейтон (англ. Clayton) — місто (англ. town) в США, в окрузі Віннебаґо штату Вісконсин. Населення — 4329 осіб (2020).

## Демографія
Згідно з переписом 2010 року, у місті мешкала 3951 особа в 1438 домогосподарствах у складі 1159 родин. Було 1488 помешкань
Расовий склад населення:
| - 97,8 % — білих - 0,9 % — азіатів - 0,2 % — корінних американців - 0,2 % — чорних або афроамериканців |

До двох чи більше рас належало 0,7 %. Частка іспаномовних становила 1,0 % від усіх жителів.
За віковим діапазоном населення розподілялося таким чином: 26,3 % — особи молодші 18 років, 62,8 % — особи у віці 18—64 років, 10,9 % — особи у віці 65 років та старші. Медіана віку мешканця становила 43,1 року. На 100 осіб жіночої статі у місті припадало 103,7 чоловіків;  на 100 жінок у віці від 18 років та старших — 103,9 чоловіків також старших 18 років.
Середній дохід на одне домашнє господарство  становив 116 498 доларів США (медіана — 95 988), а середній дохід на одну сім'ю — 132 109 доларів (медіана — 112 708). Медіана доходів становила 62 653 долари для чоловіків та 52 213 долари для жінок. За межею бідності перебувало 3,9 % осіб, у тому числі 5,4 % дітей у віці до 18 років та 13,2 % осіб у віці 65 років та старших.
Цивільне працевлаштоване населення становило 2298 осіб. Основні галузі зайнятості: виробництво — 29,2 %, освіта, охорона здоров'я та соціальна допомога — 20,9 %, роздрібна торгівля — 10,4 %, науковці, спеціалісти, менеджери — 10,1 %.